# 3852 Гленфорд
3852 Гленфорд (енгл. 3852 Glennford) је астероид главног астероидног појаса са средњом удаљеношћу од Сунца која износи 3,109 астрономских јединица (АЈ).
Апсолутна магнитуда астероида је 12,1.